# Дискографія Nightwish
Дискографія фінського симфо-метал гурту Nightwish нараховує 7 студійних альбомів, 4 концертні альбоми, 7 збірок, мініальбом, 21 сингл, 3 відео-альбоми, 14 відео-кліпів і 2 саундтреки. Група була створена в 1996 році композитором та автором пісень Туомасом Голопайненом, гітаристом Емппу Вуоріненом та колишньою вокалісткою Тар'єю Турунен. Зараз кількість учасників Nightwish нараховує п'ять осіб. Тар'я Турунен була замінена на Анетт Ользон, а перший бас-гітарист Самі Вянскя на Марко Гієтала, який виконує практично всі чоловічі партії в піснях.
Популярність прийшла до Nightwish у рідній Фінляндії вже після виходу дебютного альбому Angels Fall First у 1997 році, світова популярність прийшла до групи після виходу таких альбомів як Oceanborn, Wishmaster та Century Child, які вийшли 1998, 2000 та 2002 року відповідно.
У 2004 році група випускає альбом Once, який був проданий накладом понад мільйон копій до кінця 2005 року. Це дозвололило групі вирушити у світове турне Once Upon a Tour, який закінчився 21 жовтня 2005 року грандіозним концертом у Гельсінки на Hartwall Arena і вийшов 2006 року під назвою End of an Era. Це був останній концерт з Тар'єю Турунен. У травні 2007 року, вокалістка шведської групи Alyson Avenue, Анетт Ользон була представленя як заміна Турунен. Альбом Dark Passion Play вийшов 26 вересня 2007 року після синглів «Eva» (травень) та «Amaranth» (серпень).
Сингл «Storytime» вийшов 9 листопада 2011 року та сьомий студійний альбом Imaginaerum — 2 грудня 2011 року. Окремо від цих релізів вийде фільм з такою ж самою назвою, режисером якого виступив Стобе Хар'ю, який зняв відеокліп на пісню «The Islander». Група вже роспочала світовий тур Imaginaerum World Tour з США у місті Лос Анджелес, 21 січня 2012 року.

## Студійні альбоми
| Angels Fall First                       | - Дата релізу: 1 листопада 1997 - Лейбл: Spinefarm - Формат: CD                                                  | 31 | —  | —   | —  | — | —  | —  | —  | —  | —  | - : Платина                                                                                    |
| Oceanborn                               | - Дата релізу: 7 грудня 1998 - Лейбл: Spinefarm, Drakkar Records - Формат: CD                                    | 5  | —  | —   | 74 | — | —  | —  | —  | —  | —  | - : 2×Платина                                                                                  |
| Wishmaster                              | - Дата релізу: 19 травня 2000 - Лейбл: Spinefarm, Drakkar Records - Формат: CD, LP                               | 1  | —  | 66  | 21 | — | —  | —  | —  | —  | —  | - : 2×Платина                                                                                  |
| Century Child                           | - Дата релізу: 24 травня 2002 - Лейбл: Spinefarm, Drakkar Records - Формат: CD, VHS                              | 1  | 15 | 32  | 5  | — | —  | 41 | 19 | 39 | 50 | - : 3×Платина                                                                                  |
| Once                                    | - Дата релізу: 7 июня 2004 - Лейбл: Spinefarm, Nuclear Blast - Формат: CD, Audio DVD, LP                         | 1  | 4  | 9   | 1  | 1 | 5  | 11 | 1  | 3  | 4  | - : Золото - : Золото - : 3×Платина - : 3×Золото - : Золото - : Золото - : Золото              |
| Dark Passion Play                       | - Дата релізу: 26 вересня 2007 - Лейбл: Spinefarm, Nuclear Blast та Roadrunner Records - Формат: CD, Audio DVD   | 1  | 5  | 6   | 1  | 5 | 1  | 5  | 7  | 4  | 1  | - : Золото - : 4×Платина - : Платина - : Золото - : Золото - : 2×Платина - : Срібло - : Срібло |
| Imaginaerum                             | - Дата релізу: 30 листопада 2011 - Лейбл: Spinefarm, Nuclear Blast та Roadrunner Records - Формат: CD, Audio DVD | 1  | 9  | 41  | 6  | — | 21 | 24 | 17 | 3  | 3  | - : 3×Платина - : Золото - : Золото - : Золото - : Золото - : Золото                           |
| Endless Forms Most Beautiful            | - Дата релізу: 27 березня 2015 - Лейбл: Spinefarm, Nuclear Blast та Roadrunner Records - Формат: CD, Audio DVD   | —  | —  | 130 | —  | — | —  | —  | —  | —  | —  |                                                                                                |
| Human. :II: Nature.                     | - Дата релізу: 2020                                                                                              |    |    |     |    |   |    |    |    |    |    |                                                                                                |
| «—» Не потрапив у чарти або не виходив. | |    |    |     |    |   |    |    |    |    |    |                                                                                                |

## Концертні альбоми
| From Wishes to Eternity                 | - Дата релізу: 31 травня 2001 - Записаний: 29 грудня 2000 - Формат: CD, DVD, VHS    | 7  | —  | —   | 1  | — | —  | —  | —  | - : Золото                                   |
| End of Innocence                        | - Дата релізу: 5 жовтня 2003 - Записаний: 2002—2003 - Формат: DVD, CD+DVD           | 1  | —  | —   | 62 | — | —  | —  | —  | - : Платина - : Золото                       |
| End of an Era                           | - Дата релізу: 1 червня 2006 - Записаний: 21 жовтня 2005 - Формат: CD, DVD, Box-set | 7  | 41 | 40  | 3  | — | 3  | 35 | 18 | - : Платина - : Золото - : Золото - : Золото |
| Made in Hong Kong                       | - Дата релізу: 13 березня 2009 - Записаний: 2006—2008 - Формат: MCD, DVD            | 2  | 26 | 50  | 15 | 4 | 20 | 54 | 38 |                                              |
| Showtime, Storytime                     | - Дата релізу: 29 листопада 2013 - Записаний: 2012—2013 - Формат: MCD, DVD, Blu-ray | 34 | —  | 158 | 6  | — | —  | —  | 52 |                                              |
| «—» Не потрапив у чарти або не виходив. |                                                                                     |    |    |     |    |   |    |    |    |                                              |

## Збірки
| Wishmastour 2000                         | - Дата релізу: 11 грудня 2000 - Лейбл: XIII Bis Records - Формат: CD                         | —  | —  | —  | — | — | —  | —  | —  |                          |
| Tales from the Elvenpath                 | - Дата релізу: 17 жовтня 2004 - Лейбл: Drakkar Records - Формат: CD                          | 1  | 19 | 7  | — | — | —  | —  | 12 | - : Платина - : Золото   |
| Bestwishes                               | - Дата релізу: 22 березня 2005 - Лейбл: Toy's Factory - Формат: CD                           | —  | —  | —  | — | — | —  | —  | —  |                          |
| Highest Hopes: The Best of Nightwish     | - Дата релізу: 17 вересня 2005 - Лейбл: Spinefarm Record, Nuclear Blast - Формат: CD, DVD    | 1  | 13 | 17 | 1 | 5 | 41 | 14 | 10 | - : 3×Платина - : Золото |
| The Sound of Nightwish Reborn            | - Дата релізу: 2 вересня 2008 - Лейбл: Roadrunner Records - Формат: Завантаження з Інтернету | —  | —  | —  | — | — | —  | —  | —  |                          |
| Lokikirja                                | - Дата релізу: 18 листопада 2009 - Лейбл: Nuclear Blast - Формат: CD                         | 21 | —  | —  | — | — | —  | —  | —  |                          |
| Walking in the Air: The Greatest Ballads | - Дата релізу: 27 травня 2011 - Лейбл: Sony Music - Формат: CD                               | 45 | 65 | 32 | — | — | —  | —  | 35 |                          |
| «—» не потрапив у чарти або не виходив.  |                                                                                              |    |    |    |   |   |    |    |    |                          |

## Мініальбом
| Назва                       | Подробиці про альбом                                                                      | Пікові позиції у чартах | Пікові позиції у чартах | Пікові позиції у чартах | Пікові позиції у чартах | Пікові позиції у чартах | Нагороди      |
| Назва                       | Подробиці про альбом                                                                      | Фінляндія               | Австрія                 | Франція                 | Німеччина               | Швейцарія               | Нагороди      |
| --------------------------- | ----------------------------------------------------------------------------------------- | ----------------------- | ----------------------- | ----------------------- | ----------------------- | ----------------------- | ------------- |
| Over the Hills and Far Away | - Дата релізу: 25 червня 2001 - Лейбл: Spinefarm, Century Media and Drakkar - Формат: MCD | 1                       | 53                      | 139                     | 85                      | 79                      | - : 2×Платина |

## Сингли
| «The Carpenter»                              | 1997 | 3  | —  | —   | —  | — | —  | —  | —  | —  | Angels Fall First            |
| «Sacrament of Wilderness»                    | 1998 | 1  | —  | —   | —  | — | —  | —  | —  | —  | Oceanborn                    |
| «Passion and the Opera»                      | 1998 | —  | —  | —   | —  | — | —  | —  | —  | —  | Oceanborn                    |
| «Walking in the Air»                         | 1999 | 1  | —  | —   | —  | — | —  | —  | —  | —  | Oceanborn                    |
| «Sleeping Sun (Four Ballads of the Eclipse)» | 1999 | 2  | —  | —   | —  | — | —  | —  | —  | —  | Oceanborn                    |
| «The Kinslayer»                              | 2000 | —  | —  | —   | —  | — | —  | —  | —  | —  | Wishmaster                   |
| «Deep Silent Complete»                       | 2000 | 3  | —  | —   | —  | — | —  | —  | —  | —  | Wishmaster                   |
| «Ever Dream»                                 | 2002 | 1  | —  | —   | —  | — | —  | —  | —  | —  | Century Child                |
| «Bless the Child»                            | 2002 | 1  | —  | —   | 63 | — | 55 | —  | —  | —  | Century Child                |
| «Nemo»                                       | 2004 | 1  | 12 | 64  | 6  | 1 | 64 | —  | 12 | 14 | Once                         |
| «Wish I Had an Angel»                        | 2004 | 1  | 47 | —   | 36 | 3 | 65 | 20 | 11 | 40 | Once                         |
| «Kuolema Tekee Taiteilijan»                  | 2004 | 1  | —  | —   | —  | 3 | —  | —  | —  | —  | Once                         |
| «The Siren»                                  | 2005 | 3  | —  | —   | 51 | 1 | —  | —  | 30 | 59 | Once                         |
| «Sleeping Sun»                               | 2005 | 1  | 47 | —   | 34 | — | —  | —  | —  | —  | Highest Hopes                |
| «Eva»                                        | 2007 | 14 | —  | —   | —  | — | —  | —  | —  | —  | Dark Passion Play            |
| «Amaranth»                                   | 2007 | 1  | 30 | 62  | 16 | 1 | 47 | 1  | 13 | 14 | Dark Passion Play            |
| «Erämaan viimeinen»                          | 2007 | 1  | —  | —   | —  | — | —  | —  | —  | —  | Dark Passion Play            |
| «Bye Bye Beautiful»                          | 2008 | 5  | —  | 54  | 35 | 4 | —  | 4  | —  | —  | Dark Passion Play            |
| «The Islander»                               | 2008 | 1  | —  | 91  | —  | — | —  | 5  | —  | —  | Dark Passion Play            |
| «Storytime»                                  | 2011 | 1  | 57 | 19  | 39 | 2 | —  | 2  | —  | 31 | Imaginaerum                  |
| «The Crow, the Owl and the Dove»             | 2012 | 1  | —  | —   | 82 | — | —  | —  | —  | —  | Imaginaerum                  |
| «Élan»                                       | 2015 | 3  | 53 | 200 | 33 | — | —  | —  | —  | 33 | Endless Forms Most Beautiful |
| «—» Не потрапив у чарти або не виходив.      |      |    |    |     |    |   |    |    |    |    |                              |

## Відеозаписи

### Відеокліпи
| Назва                         | Альбом                      | Відео                                                | Дата виходу        | Режисер | Тип | Зауваження |
| ----------------------------- | --------------------------- | ---------------------------------------------------- | ------------------ | ------- | --- | ---------- |
| The Carpenter                 | Angels Fall First           | відео [Архівовано 7 грудня 2008 у Wayback Machine.]  | 1 березня 1998.    | ---     | --- | ---        |
| Sacrament of Wilderness       | Oceanborn                   | відео [Архівовано 25 квітня 2007 у Wayback Machine.] | 13 листопада 1998. | ---     | --- | ---        |
| Sleeping Sun                  | Oceanborn                   | відео [Архівовано 22 липня 2010 у Wayback Machine.]  | 31 травня 2001.    | ---     | --- | ---        |
| Over The Hills And Far Away   | Over the Hills and Far Away | відео [Архівовано 29 липня 2013 у Wayback Machine.]  | 26 серпня 2002.    | ---     | --- | ---        |
| Bless The Child               | Century Child               | відео [Архівовано 11 квітня 2016 у Wayback Machine.] | 26 серпня 2002.    | ---     | --- | ---        |
| End Of All Hope               | Century Child               | відео [Архівовано 17 квітня 2016 у Wayback Machine.] | 5 жовтня 2003.     | ---     | --- | ---        |
| Nemo                          | Once                        | відео [Архівовано 15 грудня 2007 у Wayback Machine.] | 19 квітня 2004.    | ---     | --- | ---        |
| Wish I Had An Angel           | Once                        | відео [Архівовано 15 грудня 2007 у Wayback Machine.] | 2 жовтня 2004.     | ---     | --- | ---        |
| Sleeping Sun 2005             | Highest Hopes               | відео [Архівовано 13 серпня 2011 у Wayback Machine.] | 22 серпня 2005.    | ---     | --- | ---        |
| While Your Lips Are Still Red | Amaranth                    | відео [Архівовано 22 грудня 2008 у Wayback Machine.] | 15 червня 2007 .   | ---     | --- | ---        |
| Amaranth                      | Dark Passion Play           | відео                                                | 16 серпня 2007.    | ---     | --- | ---        |
| Bye Bye Beautiful             | Dark Passion Play           | відео [Архівовано 11 жовтня 2007 у Wayback Machine.] | 15 лютого 2008.    | ---     | --- | ---        |
| The Islander                  | Dark Passion Play           | відео [Архівовано 17 грудня 2008 у Wayback Machine.] | 14 квітня 2008     | ---     | --- | ---        |
| Storytime                     | Imaginaerum                 | відео [Архівовано 10 лютого 2012 у Wayback Machine.] | 9 листопада 2011.  | ---     | --- | ---        |

## Кавери

### В альбомах
| Назва                                             | Автор оригіналу             | В альбомі                                                                   |
| ------------------------------------------------- | --------------------------- | --------------------------------------------------------------------------- |
| Crimson Tide (виконувалися наживо)                | Ганс Ціммер                 | From Wishes to Eternity DVD та концертний                                   |
| Deep Blue Sea (виконувалися наживо)               | Trevor Rabin (Trevor Rabin) | From Wishes to Eternity DVD та концертний                                   |
| High Hopes (виконувалися наживо)                  | Pink Floyd                  | Альбом «Highest Hopes», DVD та концертний «End of an Era»                   |
| Over the Hills and Far Away                       | Гері Мур                    | Over the Hills and Far Away EP                                              |
| Phantom of the Opera                              | Ендрю Ллойд Веббер          | Альбом Century Child                                                        |
| Symphony of Destruction (виконувалися наживо)     | Megadeth                    | Сингли «Kuolema Tekee Taiteilijan» та «The Siren»                           |
| Walking in the Air тема з мультфільму The Snowman | Говард Блейк                | Альбом «Oceanborn»                                                          |
| Where Were You Last Night                         | Ankie Bagger                | Сингли «Kuolema Tekee Taiteilijan» (лише в Японії) та «Wish I Had an Angel» |

### Виконувалися лише наживо
| Назва                   | Автор оригіналу | В концертному записі |
| ----------------------- | --------------- | -------------------- |
| Crazy Train             | Ozzy Osbourne   | ---                  |
| Don't Talk to Strangers | Dio             | ---                  |
| Wild Child              | W.A.S.P.        | End of Innocence DVD |

## Не альбомні композиції
| Назва                    | Тривалість | Зауваження                                  |
| ------------------------ | ---------- | ------------------------------------------- |
| Kiteen Pallo (KIPA 2001) | 1:09       | гімн бейсбольної команди з Кітєе, Фінляндія |